# AFC Champions League Elite 2025/26
Die AFC Champions League Elite 2025/26 ist die zweite Spielzeit des wichtigsten asiatischen Wettbewerbs für Vereinsmannschaften im Fußball unter dieser Bezeichnung und die 44. insgesamt. Die Saison begann mit der Qualifikationsrunde am 12. August 2025 und doll mit dem Finale am 3. Mai 2026 enden. Titelverteidiger ist der saudi-arabische Verein al-Ahli.
Der Sieger wird sich für den FIFA-Interkontinental-Pokal 2026 und die FIFA-Klub-Weltmeisterschaft 2029 qualifizieren.

## Qualifikation
Die Spielpaarungen in der Qualifikationsrunde wurden nach der in die West- und Ostregion aufgeteilten Rangliste für Vereinswettbewerbe 2023/24 und der Zugangsliste gesetzt, wobei Begegnungen zwischen Mannschaften desselben Landesverbandes ausgeschlossen waren. Die Qualifikationsrunde wurde in jeweils einem Spiel entschieden, wobei der Verein aus dem höhergesetzten Verband jeweils Heimrecht hatte. Bei einem Gleichstand wurde zunächst eine Verlängerung gespielt und dann gegebenenfalls ein Elfmeterschießen angewendet.
Die Sieger erreichten die Ligaphase. Die unterlegenen Mannschaften spielten in der Gruppenphase der Champions League Two 2025/26 weiter. Die Spiele fanden am 12. August 2025 statt. 
|                      | Ergebnis  |                | Region |
| -------------------- | --------- | -------------- | ------ |
| al-Duhail SC         | 3:2 (3:1) | Sepahan FC     | West   |
| Chengdu Rongcheng FC | 3:0 (0:0) | Bangkok United | Ost    |

## Ligaphase
An der Ligaphase nehmen wie seit der Vorsaison üblich 24 Mannschaften teil. 22 Mannschaften sind direkt qualifiziert, dazu kommen noch zwei (je einer aus der West- und der Ostregion), die sich über die Play-off-Runde qualifizieren müssen. Die Auslosung findet am 15. August 2025 in der malaysischen Hauptstadt Kuala Lumpur statt. Wie in der Vorsaison bilden die Mannschaften pro Region je eine gemeinsame Liga mit insgesamt acht Spieltagen. Jede Mannschaft wird vier Heim- und vier Auswärtsspiele austragen. Die Gegner werden mithilfe der Auslosung ermittelt.
Die besten acht Mannschaften aus jeder Region qualifizieren sich für das Achtelfinale, die restlichen acht scheiden aus dem Wettbewerb aus. 

### Westregion
- Ittihad FC (Meister der Saudi Pro League 2024/25)
- al-Hilal (Zweiter der Saudi Pro League 2024/25)
- al-Ahli (Sieger der Champions League Elite 2024/25)
- Shabab al-Ahli Dubai Club (Meister der UAE Pro League 2024/25)
- Sharjah FC (Zweiter der UAE Pro League 2024/25)
- al-Wahda (Dritter der UAE Pro League 2024/25)
- al-Sadd SC (Meister der Qatar Stars League 2024/25)
- al-Gharafa SC (Sieger des Emir of Qatar Cups 2025)
- Tractor Sazi Täbris (Meister der Persian Gulf Pro League 2024/25)
- Nasaf Karschi (Meister der Oʻzbekiston Superligasi 2024)
- al-Shorta SC (Meister der Iraq Stars League 2024/25)
- al-Duhail SC (Sieger der Qualifikation)

### Ostregion
- Vissel Kōbe (Meister der J1 League 2024)
- Sanfrecce Hiroshima (Zweiter der J1 League 2024)
- FC Machida Zelvia (Dritter der J1 League 2024)
- Ulsan HD FC (Meister der K League 1 2024)
- Gangwon FC (Zweiter der K League 1 2024)
- FC Seoul (Vierter der K League 1 2024)
- Shanghai Port FC (Meister der Chinese Super League 2024)
- Shanghai Shenhua (Zweiter der Chinese Super League 2024)
- Buriram United (Meister der Thai League 2024/25)
- Melbourne City FC (Zweiter der A-League Men 2024/25)
- Johor Darul Ta’zim FC (Meister der Malaysia Super League 2024/25)
- Chengdu Rongcheng FC (Sieger der Qualifikation)